# Valérie Marneffe
Pour les articles homonymes, voir Marneffe.
Valérie Marneffe est  un  personnage de La Comédie humaine d'Honoré de Balzac qui apparaît uniquement dans La Cousine Bette. 
Née Valérie Fortin en 1815, fille adultérine du comte de Montcornet, elle épouse un employé au ministère de la Guerre (Marneffe) en 1836. Le comte la dote alors de vingt mille francs.
Dès 1838, elle trompe Marneffe avec quatre amants : le baron Hulot d'Ervy, Célestin Crevel, le Brésilien Henri Montès de Montéjanos, et le comte Wenceslas Steinbock. Elle fait croire à son mari et à chacun de ses quatre amants qu'il est le père de l'enfant qu'elle attend.
Elle est poussée par Élisabeth Fischer à des manigances qui entraînent la ruine du baron Hulot et le désespoir de sa femme Adeline, puis la débauche passagère du comte Wenceslas Steinbock. En 1843, elle meurt quarante-huit heures avant Célestin Crevel, qu'elle vient d'épouser, empoisonnés l'un et l'autre par le baron brésilien, Henri Montès de Montèjanos, à la suite des manœuvres que va faire madame de Saint-Estève à la demande de Victorin Hulot d'Ervy.
Elle lègue par testament trois cent mille francs à Hector Hulot, ce qu'elle considère comme une restitution de biens volés.
Pour les références, voir :